# Тестовий політ Falcon Heavy
Перший запуск ракети-носія надважкого класу Falcon Heavy, розробленої американською компанією «SpaceX», відбувся 6 лютого 2018 року о 20:45:00 (UTC). Корисним вантажем є особистий автомобіль Tesla Roadster Ілона Маска. Його було відправлено на еліптичну геліоцентричну орбіту. Протягом мандрівки авто перетне орбіту Марса. Два бокових прискорювача першого ступеню ракети після запуску повернулися і здійснили успішне приземлення, а центральне ядро було втрачене під час посадки на ASDS. Вартість запуску склала близько 90 млн доларів США.

## Короткий огляд місії
Місія має на меті льотні випробування надважкої ракети-носія Falcon Heavy та пускової установки, а також випробування можливостей пускової установки та ракети збирати телеметричні дані протягом усього польоту.

## Історія
У квітні 2011 року Ілон Маск оголосив, що перший політ Falcon Heavy буде здійснено з бази Ванденберг із Західного узбережжя США у 2013 році.
Згодом компанія SpaceX оновила стартовий майданчик Launch Complex 4E для запуску ракет Falcon 9 та Heavy. Перший запуск було заплановано з Бази ВПС США на мисі Канаверал у 2013—2014 роках.
Аварія SpaceX CRS-7 у червні 2015 року затримала початок польотів Falcon Heavy до квітня/травня 2016 року. Проте в лютому 2016 року запуск було знову відтерміновано на кінець 2016 року. Його планували здійснити з відремонтованого стартового майданчика LC-39A. У серпні 2016 року демонстраційний політ було перенесено на початок 2017 року, потім на літо 2017, пізніше — на кінець 2017 року і на січень 2018 року.
У липні 2017 року на конференції у Вашингтоні Ілон Маск зазначив: «Існують реальні шанси того, що ракета не досягне орбіти» і «Я сподіваюся, що це відбудеться на достатній відстані, щоб не пошкодити пусковий майданчик. Я вважатиму це вже перемогою, якщо чесно». Маск зазначив, що інтеграція трьох перших ступенів Falcon 9 виявилася значно складнішою, ніж очікувалось.

## Корисне навантаження

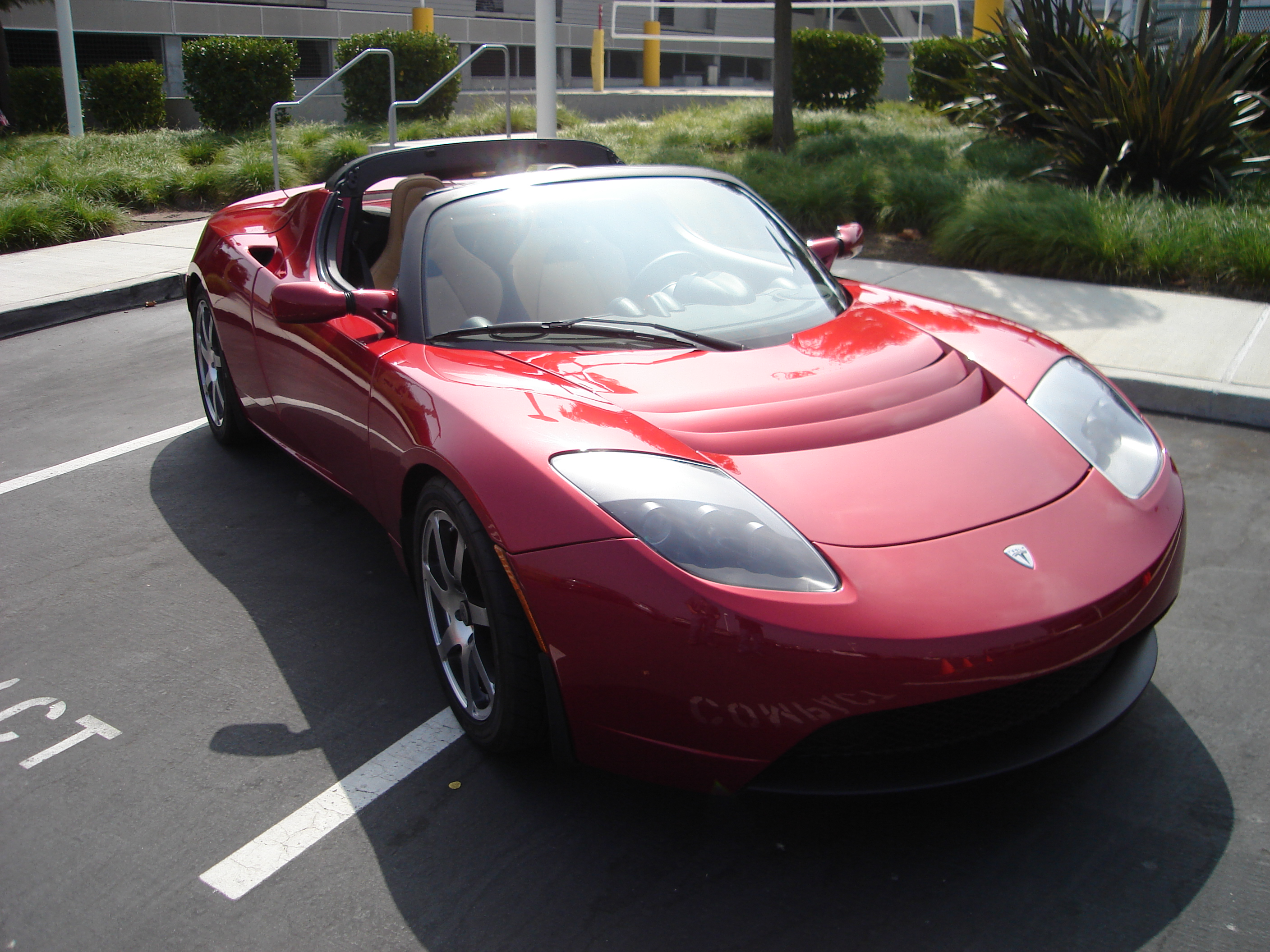
Електромобіль Tesla Roadster

2 грудня 2017 року Ілон Маск повідомив, що під час першого польоту Falcon Heavy корисним навантаженням буде його улюблений вишневий Tesla Roadster. «Червона машина для червоної планети», — написав він. «За кермом» автомобіля перебував манекен у новому скафандрі SpaceX. Таким чином, під час запуску протестовано як ракету, так і скафандр, призначений для польотів усередині корабля. Крім манекена, на борту електромобіля також встановлено 5D-диск від Arch Mission Foundation, на який записаний цикл науково-фантастичних творів «Фундація» Айзека Азімова. Під час польоту аудіосистема автомобіля транслювала пісню Девіда Бові «Space Oddity», а на екрані бортового комп'ютера з'явилася порада «Не панікуй!», взята із роману Дугласа Адамса «Путівник по Галактиці для космотуристів». За словами Маска, цей автомобіль дрейфуватиме в космосі протягом мільярдів років. Водночас деякі вчені вважають, що автомобіль досить швидко буде знищений мікрометеоритами та дією космічної радіації.
Tesla Roadster став першим в історії «споживчим» автомобілем, запущеним у космос. До цього в 1970-х роках три місячні автомобілі були запущені на Місяць і залишені там.

## Підготовка до польоту
28 грудня 2017 року Falcon Heavy було переміщено на стартовий майданчик для тестових прожигів двигунів.
12 січня 2018 року український літак Ан-124 «Руслан» здійснив перевезення великогабаритного вантажу — частини головного обтічника ракети вагою приблизно 28,1 тонни з аеропорту в Лос-Анджелесі до мису Канаверал.
24 січня 2018 року було здійснено успішне вогневе випробування ракети-носія.

## Запуск
Запуск здійснено 6 лютого 2018 року о 20:45 (UTC). Через 2 хв 33 с після старту два бічні прискорювачі від'єдналися від основної ракети та за декілька хвилин синхронно приземлилися біля місця запуску —  на посадкові майданчики 1 і 2 (LZ-1 і LZ-2) Космічного центру імені Кеннеді, розташовані за 300 м один від одного. Центральне ядро від'єдналося через 3 хв 7 с польоту. Воно повинно було приземлитися на плавучу платформу в Атлантичному океані. Проте на ньому спрацювало запалення лише одного із трьох двигунів, необхідних для посадки, і центральне ядро впало в океан на швидкості близько 483 км на годину в 90 м від платформи через 8 хв 19 с після старту.  Причиною невдалого приземлення центрального прискорювача Маск назвав витікання речовин, необхідних для запалювання двигунів.
Невдовзі після цього обтікач корисного вантажу від'єднався, другий ступінь із КВ досягнув навколоземної орбіти із параметрами 180х6'950 кілометрів і п'ять годин перебував на ній. Таким чином підтверджувалася спроможність ракети працювати на високій орбіті, не зважаючи на вплив радіаційних поясів. Також відбувалися заміри рівня випромінювання, що впливатиме на астронавтів. SpaceX здійснювала пряму трансляцію з камер, установлених на Tesla. Потім відбулося третє увімкнення двигуна, і Roadster разом із другим ступенем ракети були відправлені по орбіті навколо Сонця з апоцентром ~1,67 а. о. й перицентром 0,98 а. о.

## Реакція у світі
За запуском Falcon Heavy на YouTube одночасно спостерігало понад 2,3 млн глядачів.
З успішним запуском Ілона Маска привітав президент США Дональд Трамп.

## Галерея

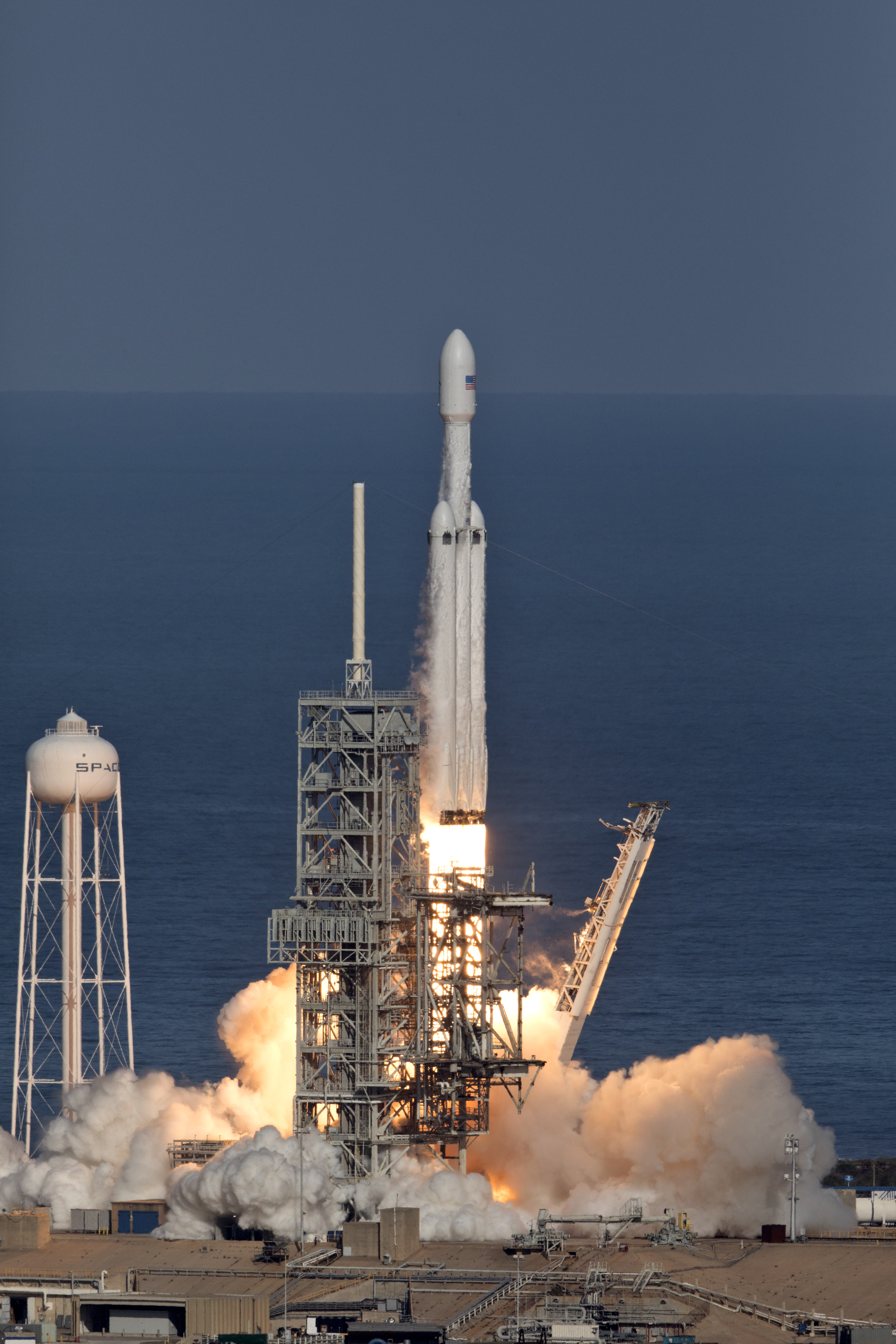
Старт ракети
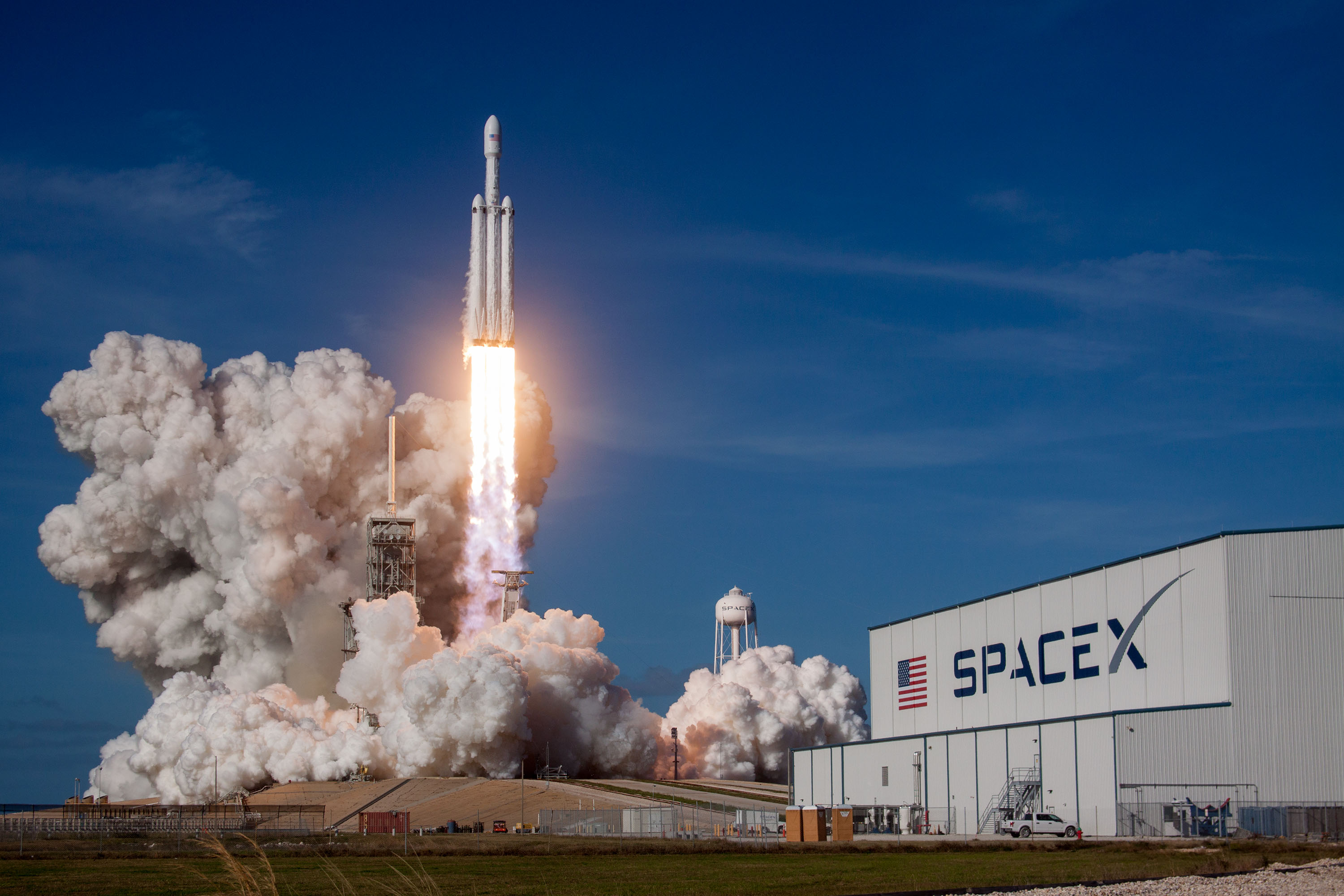
Під час старту
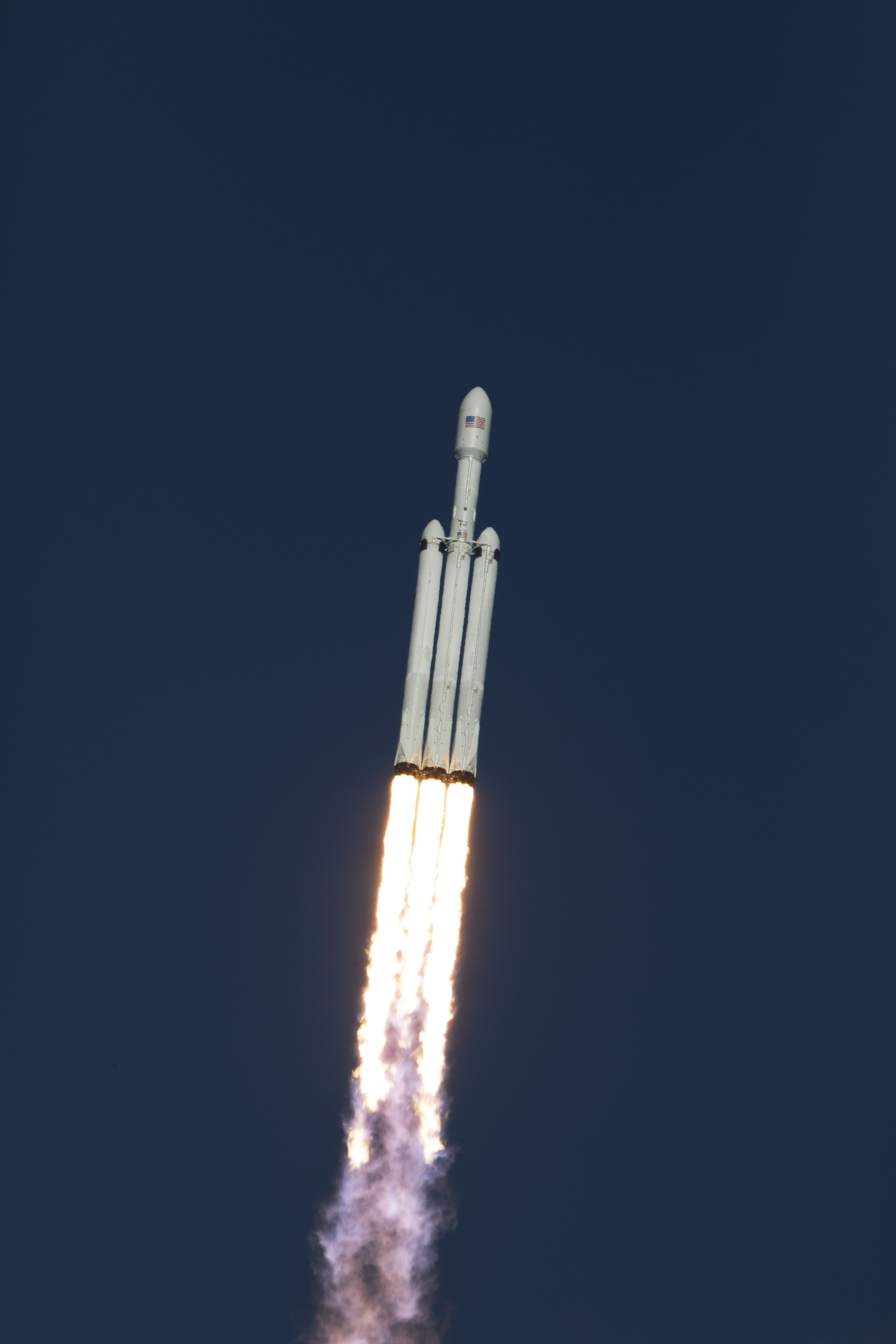
Політ
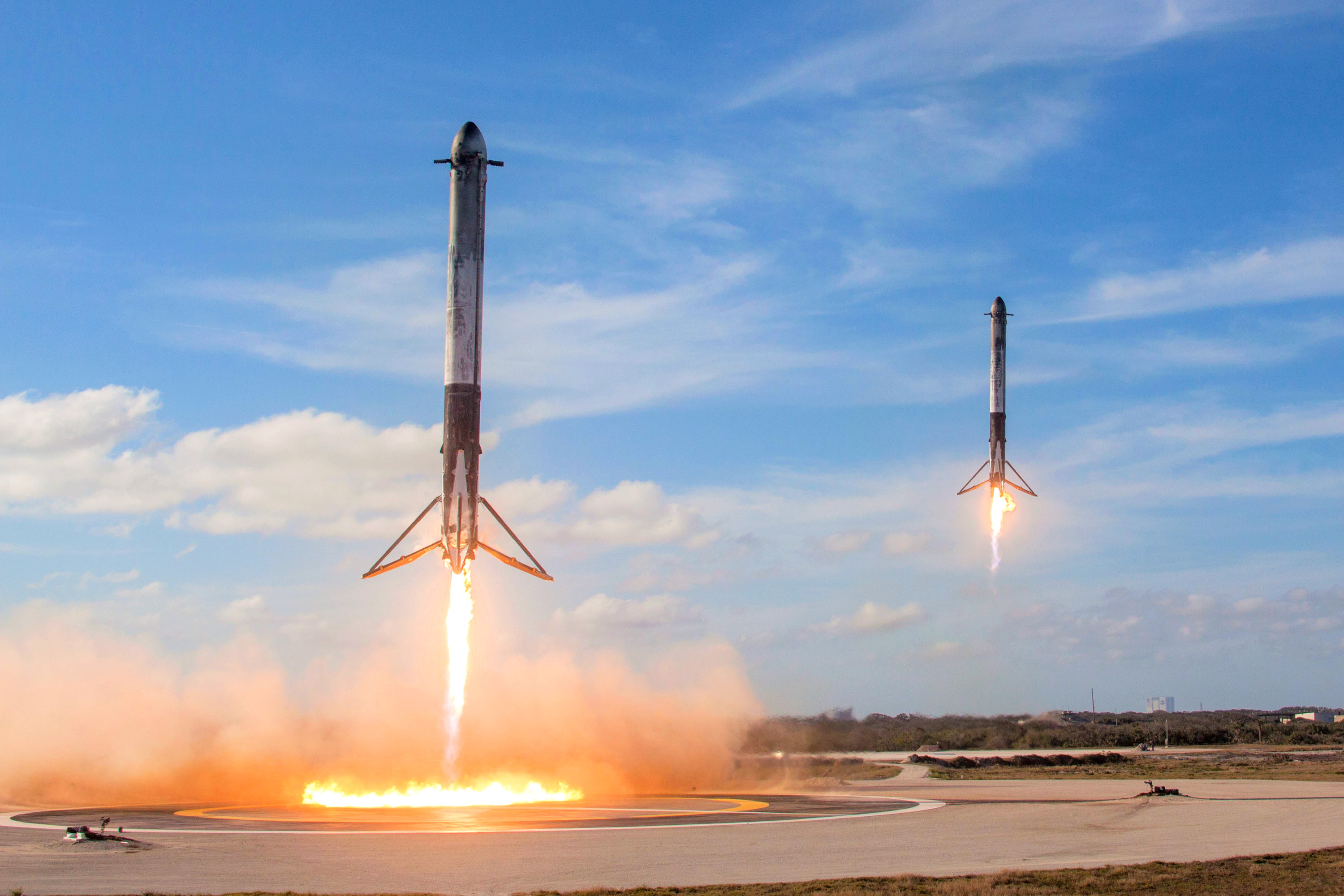
Посадка двох перших ступенів
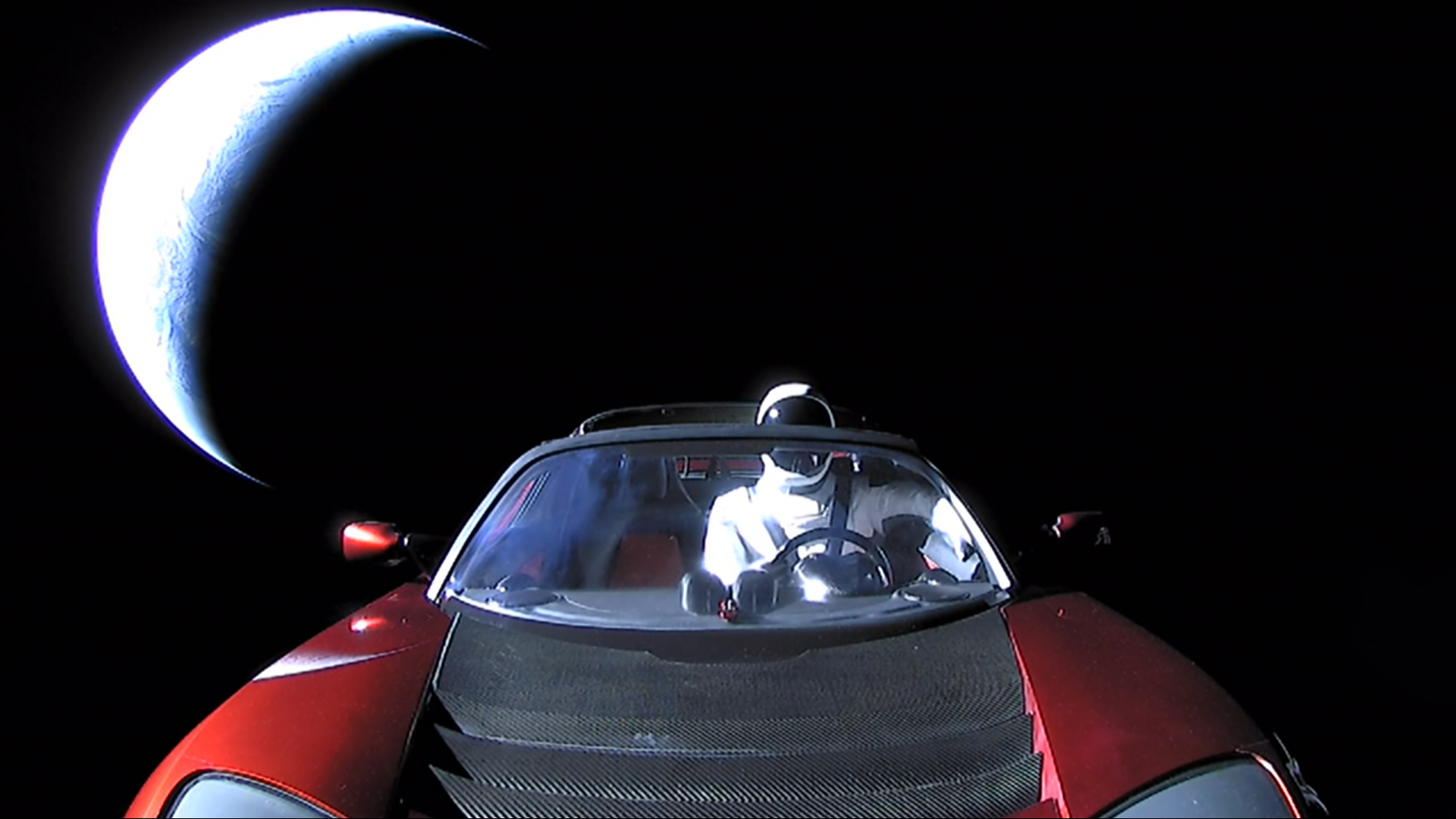
Останнє передане фото із камери у авто